# 歌寿岩遗址
歌寿岩遗址，位于中国广西壮族自治区大新县榄圩乡新球村逐标屯歌寿山，为一个省级文物保护单位，类型为古遗址，为第四批广西壮族自治区文物保护单位，公布时间为1994年7月8日。
歌寿岩遗址的历史年代为新石器时代。